# A Profile. The King on Stage
A Profile. The King on Stage – album koncertowy Elvisa Presleya w formie box setu. Został nagrany podczas występów na żywo z 20 sierpnia 1973 w Las Vegas, 29 czerwca 1974 w Kansas City, 4 maja 1975 w Lake Charles i 24 kwietnia 1977 r. w Ann Arbor. Elvis miał na sobie (według dat, oprócz 20 sierpnia): 1974 American Eagle, Navy Blue Two-piece with red armadillo i King of Spades suit.

## 20 sierpnia 1973 – Las Vegas
1. "Also Sprach Zarathustra"
2. "See See Rider"
3. "I Got a Woman – Amen"
4. "Love Me"
5. "Steamroller Blues"
6. "You Gave Me a Mountain"
7. "Trouble"
8. "Blue Suede Shoes"
9. "Rock And Roll Medley"
10. "Love Me Tender"
11. "Fever"
12. "What Now My Love"
13. "Suspicious Minds"
14. "Band Introductions"
15. "My Boy"
16. "Release Me"
17. "An American Trilogy"
18. "Mystery Train - Tiger Man"
19. "Help Me Make It Through The Night"
20. "How Great Thou Art"
21. "Can’t Help Falling in Love"
22. "Closing Vamp"

## 29 czerwca 1974 – Kansas City
1. "See See Rider"
2. "When My Blue Moon Turns To Gold Again" - "Blue Christmas"
3. "I Got a Woman"
4. "Love Me"
5. "Trying to Get to You"
6. "All Shook Up"
7. "Love Me Tender"
8. "Hound Dog"
9. "Fever"
10. "Polk Salad Annie"
11. "Why Me Lord"
12. "Suspicious Minds"
13. "Band Introductions"
14. "I Can’t Stop Loving You"
15. "Help Me"
16. "Bridge Over Troubled Water"
17. "Let Me Be There"
18. "Johnny B. Goode" - 6 października 1974 Evening show, Dayton, OH
19. "Can’t Help Falling in Love" - 6 października 1974 Evening show, Dayton, OH

### Bonus (15.07.1970 – MGM-Rehearsal - Culver City,Kalifornia)
1. "Stagger Lee"
2. "I Got My Mojo Working"
3. "Alla En El Rancho Grande"
4. "Cotton Fields"

## 4 maja 1975 – Lake Charles
1. "Jambalaya"
2. "Love Me"
3. "If You Love Me"
4. "Love Me Tender"
5. "All Shook Up"
6. "Teddy Bear – Don’t Be Cruel"
7. "The Wonder of You"
8. "Polk Salad Annie"
9. "Band Introductions"
10. "Johnny B. Goode"
11. "Steamroller Blues"
12. "T-R-O-U-B-L-E"
13. "I’ll Remember You"
14. "Why Me Lord"
15. "Let Me Be There"
16. "An American Trilogy"
17. "Hound Dog"
18. "Funny How Time Slips Away"
19. "Little Darlin"
20. "Can’t Help Falling in Love"

## 24 kwietnia 1977 – Ann Arbor
1. "If You Love Me"
2. "You Gave Me a Mountain"
3. "Tryin’ To Get To You"
4. "It’s Now or Never"
5. "Little Sister"
6. "Teddy Bear – Don’t Be Cruel"
7. "Help Me"
8. "My Way"
9. "Poke Salad Annie"
10. "Hurt"
11. "Blueberry Hill" - 13 lutego 1977, West Palm Beach, FL.
12. "Danny Boy" (wyk. Sherril Nielsen) – 14 lutego 1977, St. Petersburg, Fl.
13. "Walk with Me" (wyk. Sherril Nielsen) – 14 lutego 1977, St. Petersburg, Fl.
14. "Unchained Melody"
15. "Little Darlin"
16. "Can’t Help Falling in Love"